# Francis O. Schmitt
Francis Otto Schmitt (1903–1995) là một nhà sinh học người Mỹ và là giáo sư ở Học viện Công nghệ Massachusetts.

## Cuộc đời và Sự nghiệp
Schmitt đậu bằng cử nhân năm 1924 và bằng tiến sĩ năm 1927 ở Đại học Washington. Trong một chương trình nghiên cứu mùa hè ở Phòng thí nghiệm Sinh học biển (Marine Biological Laboratory) tại Woods Hole, Massachusetts năm 1923, ông làm việc chung với Haldan Keffer Hartline dưới sự hướng dẫn của Jacques Loeb và Thomas Hunt Morgan. Schmitt gia nhập ban giảng huấn năm 1929 và dạy môn động vật học tới năm 1941. Ông cộng tác chặt chẽ với Arthur H. Compton để triển khai các kỹ thuật nhiễu xạ tia X cho các cấu trúc vĩ mô sinh học như các mô cơ và các thần kinh.
Năm 1941, Schmitt được Karl Compton và Vannevar Bush của Học viện Công nghệ Massachusetts tuyển vào để lãnh đạo cách triệt để Phân ban Sinh học mới ở đây, nhằm phối hợp các khoa Sinh học, Vật lý, Toán học và Hóa học. Schmitt trở thành người có uy tín trong lãnh vực soi kính hiển vi điện tử và hướng dẫn các nghiên cứu đổi mới về chức năng của thận, việc trao đổi chất ở mô và chức năng hóa học, sinh học, hóa sinh và điện sinh học của thần kinh. Năm 1955 ông trở thành giáo sư của Học viện này và năm 1973 trở thành giáo sư danh dự (khi nghỉ hưu). Năm 1962, Schmitt đã giúp việc thiết lập chương trình nghiên cứu khoa học Thần kinh (Neurosciences Research Program) và làm trưởng ban từ năm 1962 tới năm 1974.
Schmitt là viện sĩ của Viện Hàn lâm Khoa học quốc gia Hoa Kỳ, hội viên của Hội Triết học Hoa Kỳ, và cựu chủ tịch của "Hội kính hiển vi điện tử Hoa Kỳ".
Schmitt được thưởng giải Albert Lasker cho nghiên cứu Y học cơ bản năm 1956, giải Alsop năm 1947 và giải T. Duckett Jones năm 1963.